# Bunkris brandtorn

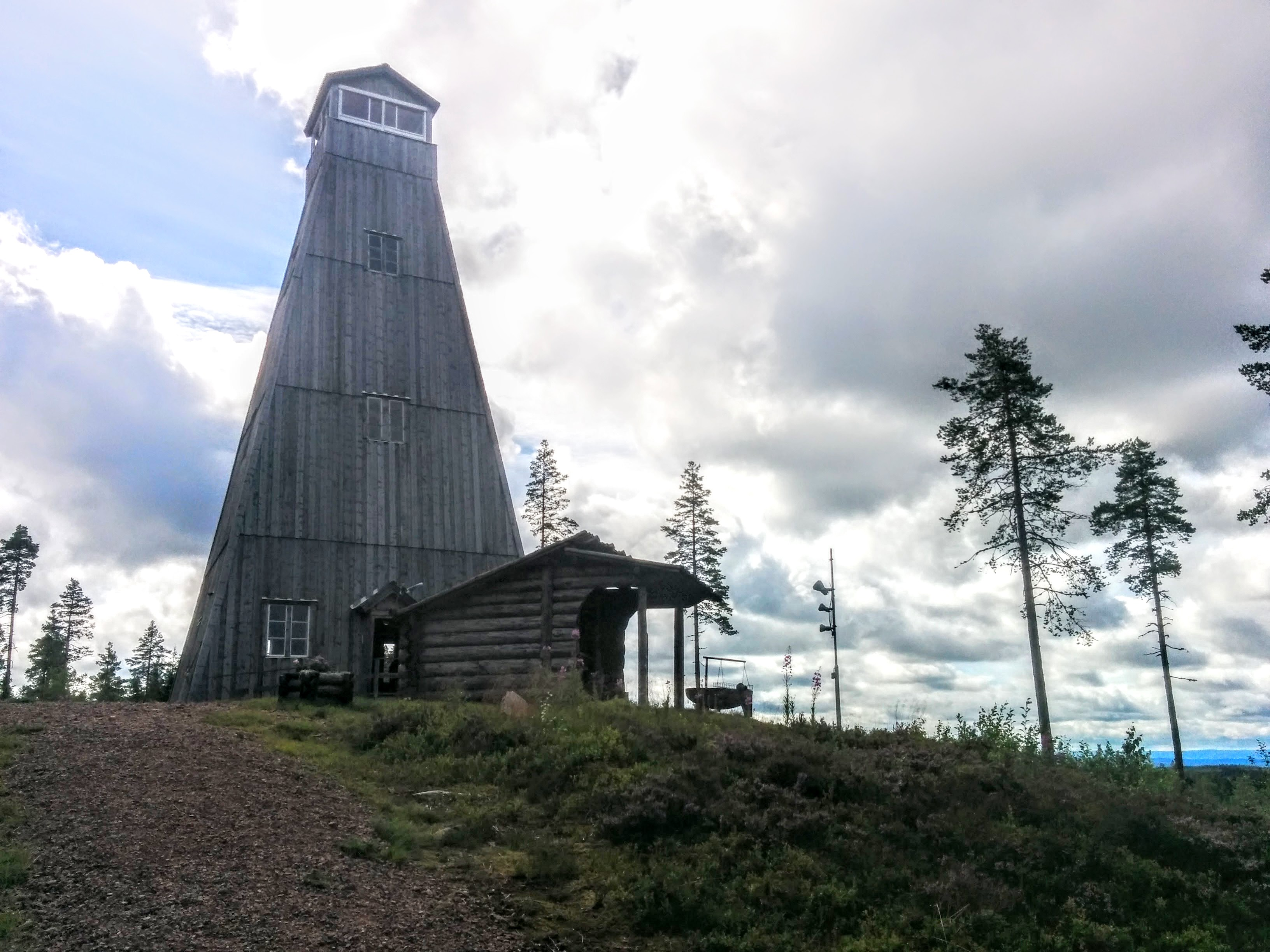
Bunkris brandtorn

Bunkris brandtorn är ett brandtorn som ligger i Bunkris i Älvdalens distrikt i Älvdalens kommun, Dalarnas län. Tornet, som byggdes under 1890-talet, är 24 m högt och ligger 600 m ö.h. Tornet byggdes för att övervaka älvdalens skogar i händelse av brand, men tornet har även använts under andra världskriget av Försvarsmakten. I botten av tornet finns en raststuga och i toppen, som nås av branta trappor, finns en inglasad utkiksplats. Från toppen av tornet kan man vid bra väder se flera mil i alla riktningar.
Brandtornet ägs av Föreningen Bevara Bunkris Brandtorn som under 2004-2006 renoverade tornet. Föreningen finansieras av bl.a. privata donationer, Älvdalens kommun samt länsstyrelsen i Dalarnas län.